# Prada (casa de moda)

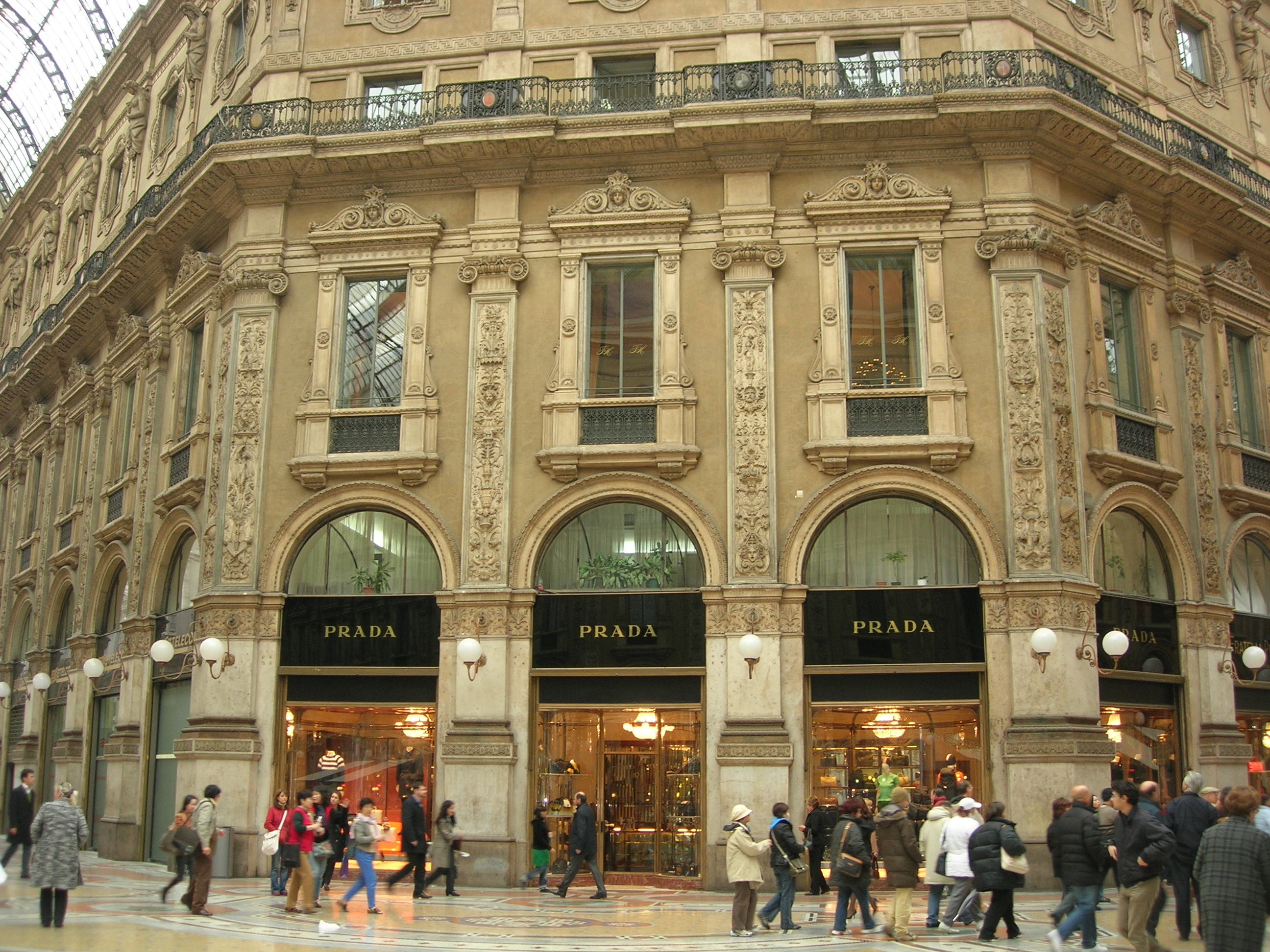
Prada

Prada es una firma italiana de moda. Fundada por Mario Prada en 1913 como Fratelli Prada (en italiano: Hermanos Prada), la firma dio un giro radical con la llegada a la gerencia de Miuccia Prada, nieta del fundador, en 1978.
Bajo la dirección de Miuccia, lo que era un negocio local de piel y cuero, se convirtió en pocos años en una firma internacional de moda. La primera colección prêt-à-porter de Prada fue presentada en la temporada otoño-invierno de 1989.
La firma lanzó la colección de bajo coste Miu Miu en 1992, y adquirió Fendi a comienzos de los años 1990, firma que vendió posteriormente a LVMH en un período de dificultades financieras.
Prada también comercializa perfumes, en colaboración con la compañía española de moda Puig.
En el terreno arquitectónico, Prada ha encargado el diseño de sus nuevas tiendas en Nueva York, San Francisco y Los Ángeles al estudio holandés de arquitectura OMA/Rem Koolhaas.

## Historia
La casa Prada fue fundada por Mario Prada en 1913. Dedicada a la confección y venta de baúles, bolsos, maletas y zapatos en sus dos tiendas en Milán, consiguió disponer en poco tiempo de una cartera de clientes en Europa y EE. UU. Posteriormente, con el aumento de los viajes aéreos, las maletas Prada, confeccionadas a menudo con una resistente pero voluminosa y pesada piel de morsa, no parecían ajustarse a las necesidades de los viajeros; por eso Prada se concentró en el diseño de accesorios, bolsas de mano y maletas de exquisito cuero y resistentes al agua. En 1978 empieza su etapa más decisiva. Miuccia, la nieta de Mario, entró al mando de la compañía. Miuccia Prada se había licenciado en Ciencias Políticas y además había estudiado cinco años de interpretación en el Teatro Piccolo de Milán. Aunque su preparación no parecía la apropiada, tenía un sentido estético novedoso y, según algunos, infalible. Por aquel entonces, la marca seguía produciendo principalmente artículos de cuero, y capeaba varios años de dificultades económicas. La competencia con otras firmas de moda similares, como Gucci, la había perjudicado bastante. Miuccia dio un vuelco a la situación cambiando la trayectoria de la casa, llevándola al sector del prêt-à-porter de lujo. Al tiempo, Miuccia se casaba con Patrizio Bertelli, que se encargaría de administrar el negocio, permitiendo así a su esposa dedicarse a la formulación de la nueva estética Prada.
Miuccia había estado haciendo mochilas negras impermeables desde 1970 a partir de una fibra de nailon llamada Pocone, y eso le llevó a presentar, en 1985, el que sería el clásico bolso Prada, de nailon negro, liso y sencillo. Un primer icono de la marca en su nueva etapa. Era un bolso robusto y funcional, pero con estilo propio. El alto precio con que se puso en venta parecía un reto; lo ganó: enseguida aparecieron imitaciones que consiguieron aumentar la demanda del original. En 1989 Miuccia presenta la primera colección de prêt-à-porter, con prendas de elegancia sobria en su simpleza, donde lo destacado eran las líneas limpias y los colores básicos, pero siempre con telas lujosas de gran calidad. La crítica de moda aprobó la propuesta y la popularidad de Prada subió como la espuma.
A principios de los años 1990 Prada consigue situarse entre las principales marcas de moda a través de prendas de irreprochable atractivo, nunca evidente ni facilón, y con accesorios algo osados, sofisticados y de calidad. Telas lujosas, estilos pensados pero simples; dominio de tonos propios de la naturaleza, como negros, marrones, grises, verdes y cremas; todo ello va conformando la imagen de Prada. El resultado era atractivo pero no sucumbía al “sexy-chic” que apostaba en exceso a desvelar demasiada piel.
Prada ha conseguido algo muy difícil de alcanzar, ser una marca de fama mundial y al mismo tiempo emanar un aura de exclusividad que no proviene tan solo de sus altos precios; reúne de forma emblemática los resbaladizos conceptos de "ultrachic", "alternativo", "intelectual" y "marca-tendencias" al mismo tiempo, temporada tras temporada. Prada es todo ello desde que Miuccia la hizo suya.
En 1992 Miuccia sacó a la luz la marca Miu Miu, el cariñoso apelativo que le dedicaban de pequeña. Entendida como una segunda línea de Prada, algo más económica, apuntaba a un público más juvenil o informal. Formas más sueltas, colores terrosos y estampados la diferencian de Prada, aunque los diseños simples y cierto respeto por un aspecto clásico la emparentan con la firma madre, junto con su sempiterna calidad textil.
En 2003 la compañía española de moda y perfumes Puig empezó a colaborar con la marca.
La película El diablo viste de Prada (The Devil Wears Prada) de 2006, protagonizada por Meryl Streep y Anne Hathaway, pareció otorgarle un plus de popularidad masiva, pero ni el film ni la novela en la que se inspira mantienen ninguna relación con la marca; la elección de "Prada" en el título buscaba puramente imprimir un toque de distinción y exclusividad.
La casa ha emprendido en los últimos años varios proyectos relacionados con la experimentación artística y su mecenazgo.

## Alto Comisionado de la ONU para los Derechos Humanos
El 21 de abril de 2010, un artículo en la sección de Finanzas Diarias de AOL titulado, "La Mirada Prada Viene con una Orden de la Discriminación" sobre Rina Bovrisse, quien se enfrentó a una batalla legal luego de pronunciarse contra la discriminación de género y el acoso sexual hacia sus 500 empleados de las 40 tiendas de Prada en Japón, Guam y Saipán.
La página web Daily Finance publicó el testimonio del CEO de Prada acerca de la importancia de esta marca: "Yo no quería hablar demasiado sobre el aspecto físico, pero nuestros clientes reconocen la imagen, la visión y el valor de nuestra y es esto lo que los convence de comprar en nuestras tiendas... ella tenía un cabello negro muy descuidado y eso daba muy mala imagen.”
En julio del año 2010, el vicepresidente del Grupo Prada, Carlo Mazzi, respondió a Bovrisse, alegando que sus denuncias de acoso sexual habían dañado la imagen de Prada.
En agosto del año 2010, para ONU Mujeres: Comité para la Eliminación de Todas las Formas de Discriminación contra la Mujer
El 6 de mayo de 2011, se acusó a la Bolsa de Valores de Hong Kong de aprobar la OPI de Prada durante el caso de discriminación sexual. En respuesta, las ONG femeninas, el miembro del Consejo Legislativo de Hong Kong y el Legislador, Lee Cheuk Yan protestaron frente al lugar.
La marca comenzó a cotizar en la Bolsa de Valores de Hong Kong para recaudar $ 2.14 mil millones , sin embargo no cumplió con las expectativas presentadas por AAP el 17 de junio de 2011 y Bloomberg.
En octubre del año 2012, el caso judicial de discriminación Prada fue desestimado por el juez de la Corte del Distrito de Tokio, Reiko Morioka.
El juez Morioka dictaminó que el comprobado caso de discriminación de la compañía era aceptable por ser una marca de moda lujosa y que una empleada bien remunerada debería ser capaz de tolerar un cierto nivel de acoso.
El 30 de abril de 2013, el Club de Prensa de Ginebra lanzó un caso en detalle en transmisión directa", El Primer Caso en la Historia del Mundo de la Moda" .
Una petición en línea certificada estadounidense, de Bovrisse Change.org reunió a más de 222 000 firmas contra Miuccia Prada en todo el mundo entre abril y agosto del 2013.
Un informe detallado del caso de Bovrisse fue aceptado por la Oficina del Alto Comisionado de las Naciones Unidas para los Derechos Humanos Comité de Derechos Económicos, Sociales y Culturales ( CDESC) en anticipación de la 50 ª reunión del CDESC (29 de abril – 17 de mayo de 2013)
El 17 de mayo de 2013, CDESC publicó un informe en el cual pedía al estado parte de Japón introducir nuevas regulaciones que hagan ilegal el acoso sexual en el lugar de trabajo.
El 28 de mayo de 2013, la noticia “Prada vs ONU” publicada en Vogue obtuvo un gran número de “me gusta” en Facebook.
El 7 de junio de 2013, 10 organizaciones no gubernamentales de Hong Kong - firmaron una "Declaración para la Prensa " que respaldó a Bovrisse en contra del Grupo Prada e instó a la Bolsa de Valores de Hong Kong, al gobierno japonés y a la comunidad de Hong Kong a tomar medidas.
Bovrisse preparó su Testimonio Final para la Corte de Tokio el 1 de agosto de 2013 y el 7 de agosto, la Red de Seguimiento de las Corporaciones Transnacionales Asiático ( ATNC ) registró la totalidad del testimonio en su sección de "Noticias".
El 6 de agosto de 2013, CBS evening news de Los Ángeles transmitió un segmento en vivo por CBS la periodista de televisión Andrea Fujii quien cubre el juicio, el informe y la audiencia de la ONU y la petición en línea en Change.org frente de la tienda Prada en Rodeo Drive.
En septiembre del 2013, el primer ministro de Japón, Shinzo Abe asistió a una reunión de la Asamblea General de la ONU en Nueva York para brindar un discurso en apoyo del progreso social de las mujeres y proteger sus derechos en respuesta a la declaración de la ONU para contrarrestar el informe incluido en el caso Prada. Se informó que él tenía previsto reunirse con los directivos de empresas femeninas en los Estados Unidos.

## Acoso de Obreros Declarado Culpable en el Tribunal Supremo en Turquía
Prada es el principal comprador de la fábrica de cuero turco DESA, que fue declarado por el Tribunal Supremo de Turquía culpable de despedir ilegalmente a trabajadores que se unieron a un sindicato.
La Campaña Ropa Limpia, una organización de derechos laborales con sede en Europa, ha pedido a Prada asegurar que la libertad sindical se respete en la fábrica.
El 30 de enero de 2013, Campaña Ropa Limpia informó, "Acoso a Gremio continúa por el Proveedor Prada".

## Colaboraciones conLG
Fue una de las primeras casas de moda en poner su nombre a un teléfono móvil (de pantalla táctil, antes de que apareciera iPhone de Apple) a finales del 2007, a través de la colaboración con la firma de electrónica de consumo LG. En mayo de este año, aparecieron tres teléfonos móviles pertenecientes de esta colaboración: LG Prada (KE850), LG Prada II (KF900) y LG Prada 3.0.
En 2009 vuelve a tener una colaboración con LG creando el teléfono "Prada II" aunque su nombre real es "Prada by LG", el teléfono corrige los errores del anterior ya que esta vez tiene funciones más parecidas al iPhone, aunque también cuenta con un teclado exterior, (Haciendo que no sea completamente táctil) al igual que ya incorpora wi-fi entre otras cosas.
En 2012, la reconocida marca anunció una tercera versión para el 2013.

## Arquitectura
Prada ha comisionado a arquitectos, los más reconocidos son : Rem Koolhaas y Herzog & de Meuron, buque insignia del diseño de tiendas en distintos lugares. 
En 2005, cerca de las ciudades de West texas en San Valentín y Marfa, un par de artistas escandinavos, Michael Elmgreen e Ingar Dragset, desvelaron para Prada Marfa, una escultura enmascarándose como Prada mini-boutique. Situado a lo largo de un tramo aislado de EE. UU. autopista 90, los 15 por 25 pies de adobe y estuco. El edificio fue parcialmente financiado por la Fundación Prada.

## Prada Transformer
La casa de moda junto con la ayuda de LG y Hyundai crearon en 2009 Prada Transformer, un enorme edificio giratorio de cuatro caras. La estructura es de acero, pero está cubierta por una “suave membrana elástica”. La cara hexagonal es plana, mientras la cuadrada tiene una especie de tribunas, la circular una enorme plataforma cilíndrica en su centro con un proyector integrado.El edificio ha sido diseñado por OMA/Rem Kollhaas. Por el momento se encuentra en Seúl pero será trasladado alrededor del mundo.

## Fallen Shadows
Fallen Shadows son una serie de videos creados por James Lina los cuales muestran lo que parece una sombra, existen 4 de estos videos:
- Eyewear: este nos muestra a la sombra bajando unas escaleras, después se encuentra con una estatua la cual trae puestos unos lentes, le quita los lentes y al ponérselos ella cambia de color a naranja.
- Parfums: La sombra va caminando por la calle, después de esto pasa por una especie de pecera donde una nueva sombra se encuentra dentro, después se ve esta imagen reflejada en un espejo mientras la sombra principal toma un perfume y al presionarlo salen una especie de líneas curvas, la sombra cambia de color a violeta.
- LG: La sombra va caminando por un pasillo hasta llegar a un lugar donde una especie de luz sostiene un objeto y ella lo toma, dando a conocer que era el "LG Prada II", después los teclados se abren y la leyenda "Prada" se ve en la pantalla, después la sombra se lo coloca en el oído como si fuera a hacer una llamada y cambia de color a naranja.
- Fallen Shadows: Este es el más largo de todos, nos muestra a esta sombra y su recorrido por la ciudad, en un momento se pone a jugar con lo que parece un compás gigante, al final podemos ver que esta regresa con su dueña, se dan un abrazo y regresan a la postura que tenían al inicio.

## Cultura popular
La marca es mencionada en las siguientes canciones:
- "Fashionista" de Jimmy James.
- "Labels or love" de Fergie.
- "P.I.M.P" de 50 Cent.
- "Fabulous" de Ashley Tisdale en la película High School Musical 2.
- "Babo regresa" de Cartel de Santa.
- “Demasiadas Mujeres “ de C Tangana
- "The Best day of my Life" de Jesse McCartney.
- "Fashion" de Lady Gaga.
- "Mariah" de Juan Magan.
- "Rubia Sol Morena Luna" de Caramelos de cianuro.
- "Good Life" de Hannah Montana.
- "Nos vamos de shopping (Remix)" de Farruko feat. Opi The Hit Machine, Yaga & Mackie y Jory Boy.[35]
- "Teacher" de PrettyMuch
- "Ropa Cara" de Camilo
- "Pa' mi" de Dalex feat. Sech, Rafa Pabön, Cazzu, Feid, Khea & Lenny Tavárez.[36]
- "Ni Gucci, ni Prada" de Kenny Man.[37]
- "Sana sana" de Nathy Peluso
- "Rich B!tch" de Rosse[38]
- "Prada" de Cassö, D Block Europe & Raye

Y en las siguientes películas:
- La red social: Sean Parker le dice a Eduardo Saverin "¿Querías pasearte en tus trajes ridículos fingiendo dirigir la compañía?" y éste responde: "¡Mi Prada está en la tintorería, junto con mi sudadera y mis sandalias, imbécil pretencioso!"
- Sex and the City cuando Miranda dice "Charlotte trae pudín en su Prada".
- A Cinderella Story cuando una porrista dice "por qué te regalo una bolsa Prada".
- Enamórate de mí aparece una etiqueta que corresponde a un vestido.
- The Devil Wears Prada, Miranda (Meryl Streep) trae puesta una bolsa Prada.
- Confessions of a Shopaholic cuando la protagonista dice "Hablas prada".
- Gol 2 Mencionada por una conductora de televisión al hablar sobre el protagonizta.
- White Chicks cuando unos de los hermanos recupera su bolso robado, y el ladrón le dice "todo esto por un bolso" y este le responde "no es solo un bolso es Prada".
- Legally Blonde Cuando bebe en el bebedero, un hombre del juicio le reclama a Elle Woods por zapatearle con sus "Prada" de la temporada pasada. Ella le contesta que son de esta temporada.
- From Prada to Nada cuando a la rubia Mary le quitan su bolso de última temporada para venderlo por solo 1.000.00 dólares.
- What a Girl Wants: cuando la hija de Clarissa , la hija de Glynnis, dice: “ me ensuciaste mis zapatos Prada , inútil "
- En la película The Parent Trap, cuando se van de camping la novia lleva un bolso Prada.

Series:
- Es mencionada en la serie Gossip Girl generalmente por Blair Waldorf.
- Es mencionada en la cuarta temporada de la serie Sex and the City.
- Es parodiada en un episodio de la serie South Park
- Es mencionada en un capítulo de la sexta temporada de la serie Frasier por Frasier Crane.
- Feriha usa un tote bag Prada en la serie turca El Secreto de Feriha.